# AH-56夏延直升机
AH-56夏延直升机（英語：AH-56 Cheyenne）是由洛克希德公司为美国陆军研发的一款武装直升机。其研发源自美国陆军先進空中火力支援系統（AAFSS）项目。该机旋翼系统由四片刚性桨叶组成，全机布局为单旋翼带尾桨、加装下单翼和尾部推进螺旋桨。它的总体设计目标，是为了使其具备高速机动能力，为美国陆军的运输直升机护航。其命名保持美軍以美洲原住民命名的傳統，源於夏安族。

## 發展

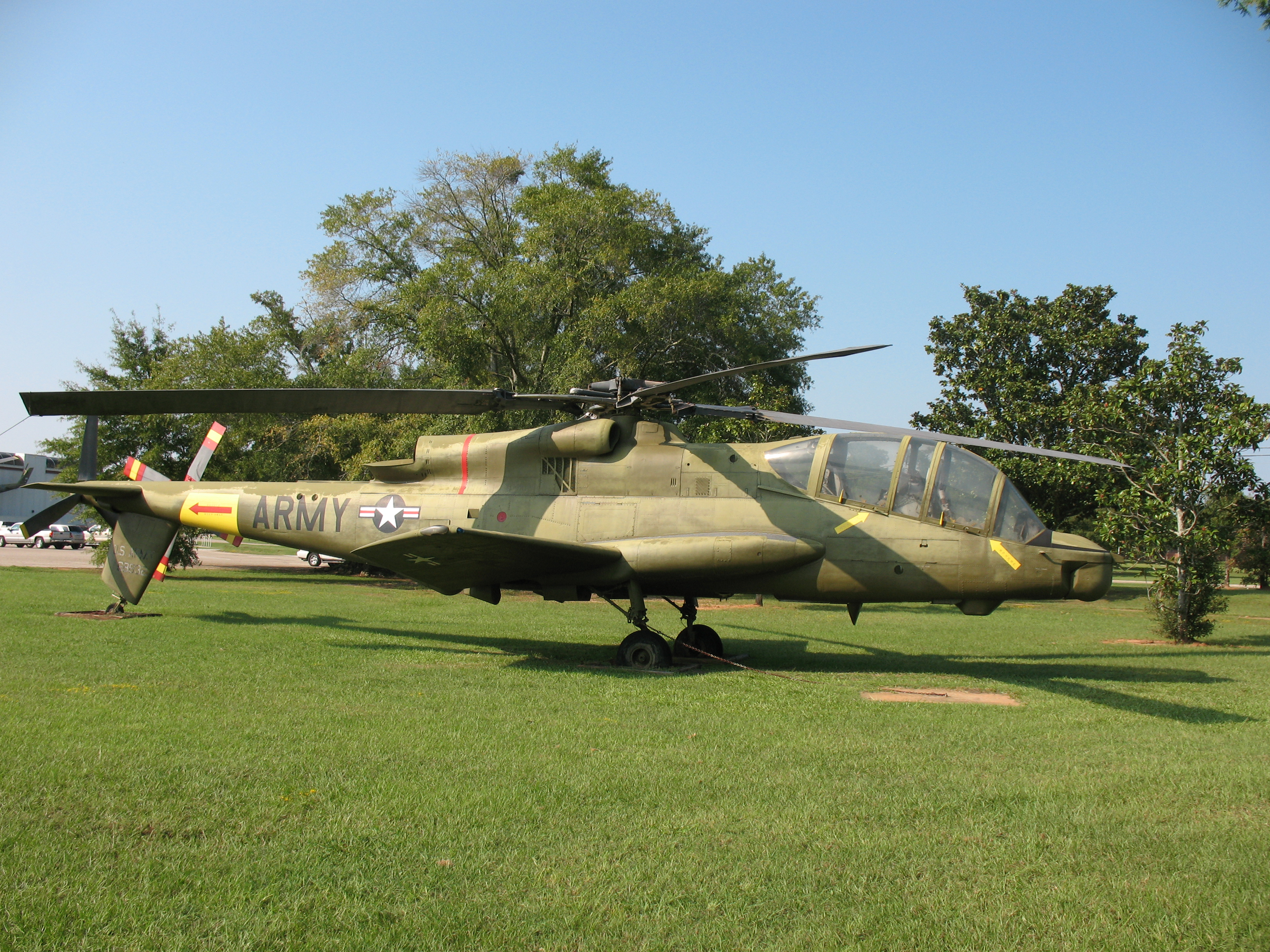
於博物館展示中的AH-56

### 背景
在AH-56之前，所有武裝直升機都是針對現有的（通用、運輸機型）進行一定程度的改裝，因此在使用上還是會有一定的限制。1962年，時任美國國防部長罗伯特·麦克纳马拉召集戰術機動要求委員會(Tactical Mobility Requirements Board)討論該項事宜，最終決定組成一個由90架武裝直升機組成的空中機動師。委員會決定先將15架UH-1A改裝成具有機槍、榴彈發射器和火箭發射吊艙的武裝版本。
1962年6月，貝爾直升機德事隆向陸軍提出D-255 易洛魁勇士。相較於以往的機型，該機雖然由UH-1B改裝而成，但許多地方都進行全新設計，包括安裝在機頭的球形砲塔、安裝在機腹的機槍吊艙以及用於發射SS.10反戰車飛彈的短翼，成為一架專門執行攻擊任務的武裝直升機。

### 攻擊直升機的需求
1962年12月，作戰發展司令部 (Combat Development Command,CDC) 為臨時商用現成飛機起草了一份定性材料要求 (QMR)，其巡航速度為140-節（160-英里每小時；260-每小時），並擁有1,500-磅（680-）的有效負載。該要求讓D-225看似成為美軍在專用武裝直升機前的填補替代，然而時任陸軍部長賽勒斯·范錫卻反對這種臨時性的方法，他認為與其委曲求全的購買D-225這種還是改裝而成的產品，不如加快力度，趕緊研發一款更先進的專用武裝直升機。
依照陸軍部長的要求，作戰發展司令部隨後制定出新的定性材料開發目標 (QMDO)，該機要求速度巡航速度達到195-節（224-英里每小時；361-每小時）、最高時速為220-節（250-英里每小時；410-每小時），以及在95 °F（35 °C）的白天還能懸停於6,000英尺（1,800）。相較於以往直升機，該機為配合運輸機（護送目標），因而擁有更快的速度。國防研究與工程總監（Defense Research and Engineering,DDRE）隨後有條件的批准該計畫，並對該計畫進行更近一步得審查。陸軍部長同時還指示陸軍確定是否有任何直升機擁有超越UH-1B的性能。
因此，陸軍裝備司令部進行了一項研究，以確定開發目標的可行性，並成立了火力支援空中系統（Fire-support Aerial System,FAS）計畫辦公室。陸軍裝備司令部隨後建議以複合式直升機作為研發方向。1964年3月，陸軍部長告知國防研究與工程總監，改裝任何現有的直升機都無法達成FAS計畫所需的性能。因此陸軍將持續使用武裝版的UH-1B到FAS計畫的開發完成。

### 先進空中火力支援系統（AAFSS）
1964年3月26日，陸軍參謀長將FAS計畫重新命名為先進空中火力支援系統 (Advanced Aerial Fire Support System,AAFSS)。AAFSS的發展目標文件 (QMDO)很快於1964年4月便獲得批准，1964年8月1日，運輸研究與工程司令部聯繫148家潛在承包商，並提出徵求建議書 (RFP)。貝爾提交的方案是D-262，然而該方案只是D-255的改良，仍然還是傳統直升機架構。西科斯基提交S-66，其特點是“轉子尾槳”，在起飛時可用作尾槳，但隨著速度增加，會旋轉90°成為推進螺旋槳。康维尔提交的方案是自家的Model 49，一種稱為环翼机的垂直起降飛機。洛克希德公司提交了CL-840，這是一種剛性旋翼複合直升機，帶有推進螺旋槳和安裝在尾部末端的傳統尾槳。
1965年2月19日，陸軍宣布洛克希德和西科斯基獲選專案定義階段合約。同時，陸軍也繼續尋求一款在AAFSS部署服役前，能緊急用於越戰的直升機，從而開發AH-1眼鏡蛇直升機，該機將成為越南戰爭期間和後續陸軍攻擊直升機機隊的骨幹力量。
洛克希德和西科斯基為各自的設計制定了提案，建立了三種配置以滿足開發目標，並根據需求文件草案修訂了徵求建議書。評估委員會研究了每個公司的提案，然後在1965年10月6日將其建議提交給選拔委員會。陸軍認為相較於西科斯基，洛克希德的發動機設計不僅技術難度較低，成本也較低。1965年12月17日，陸軍發布了最終需求文件。該文件增加了洛克希德公司先前提案中未提及的十四項要求，其中包括增加航空火箭武器子系統。
1966年3月23日，陸軍授予洛克希德一份10架原型機的工程和開發合同，型號為AH-56A。最初預計於1972年開始裝配，並於1970年代末廣泛裝備於軍隊。洛克希德公司在其位於加州洛杉矶范奈兹的工廠開工建造，並於1967年5月3日舉行了AH-56A的完工儀式。該機隨後被陸軍命名為「夏延」。AH-56於1967年9月21日首飛。1968年1月8日，國防部長批准了預生產資金，並首批訂購375架。1969年10架夏延皆完工。

### 設計

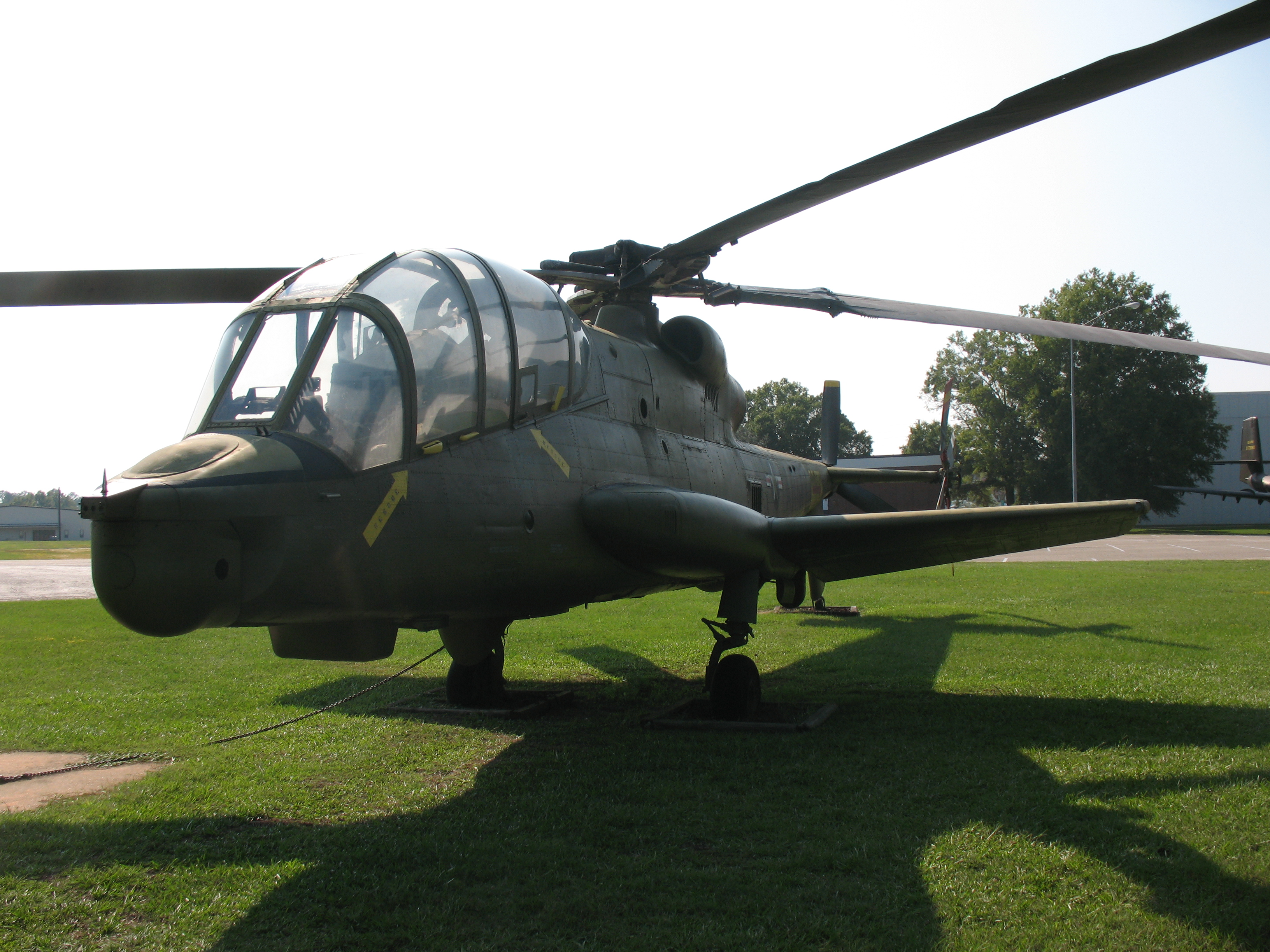
AH-56的機鼻和駕駛艙

夏延是一款複合直升機，結合了直升機以及固定翼飛機的部分數設計，使其擁有更高的速度。該設計包括剛性主旋翼、低置機翼和推進螺旋槳。夏延採用通用電氣T64渦軸發動機提供動力，推力由位於機尾的推進螺旋槳提供。在高速飛行時，機翼提供的升力以及推進螺旋槳的推力減輕了旋翼的空氣動力負載。在這種速度下，旋翼提供了多達20%的升力，這可以通過集體俯仰控制來調整。旋翼的傾斜通過迴轉效應來控制。夏延的時速超過200節（230英里每小時；370每小時），但由於是複合直升機，無法在直升機類別中申請速度記錄。

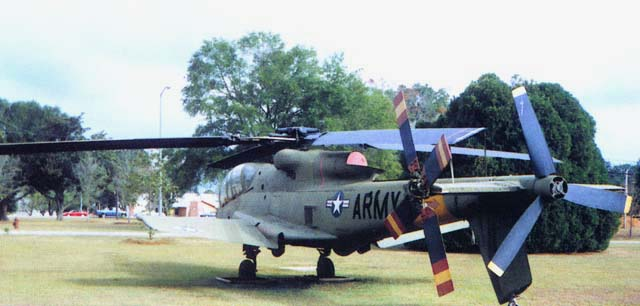
展示於阿拉巴馬州魯克爾堡美國陸軍航空博物館的#7原型機

夏延直升機採用串列式雙座駕駛艙，配備了先進的導航和火控系統。串列座椅配置將飛行員安置在後座，武器操作員在前座。武器操作員的整個座位、瞄準系統和發射控制裝置都可以旋轉，保持操作員面向與控制的炮塔相同的方向。操作員可以通過潛望鏡瞄準器直接操作炮塔。飛行員則配備頭盔瞄準系統用於武器瞄準。
武器炮塔安裝在機頭和機腹中部。機頭炮塔可以從飛機中心線左右各旋轉100度，並可安裝40毫米榴彈發射器或7.62毫米機槍。機腹炮塔裝有一門30毫米自動炮，具有360度旋轉能力。機械限位裝置防止機腹炮塔瞄準到直升機的任何部位。
直升機底部設有六個外部掛點，同時左右機短翼下方和在機身舷艙下方各兩個。內側機翼掛點可以攜帶三枚BGM-71。2.75-inch (70 mm)英寸火箭可以裝在七枚火箭或十九枚火箭發射器中，掛在四個機翼掛點上。機身上的兩個掛點專用於搭載副油箱。如果需要，機翼的掛點也可以攜帶額外的副油箱。

### 實際操作

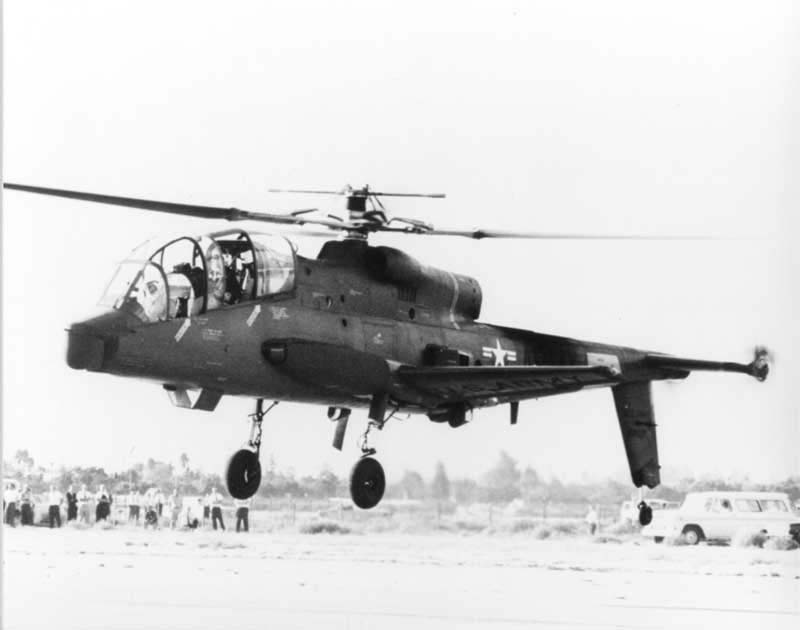
AH-56夏延

1967年9月，在第二架AH-56（s/n 66-8827）首飛後正式進行測試。在早期的飛行測試中，當飛機在翼地效應下飛行時，發現了旋翼不穩定的問題。隨著飛行包線的擴展，這種不穩定性和其他一些小問題被發現並迅速解決。
1967年12月12日，洛克希德公司和陸軍在范奈兹机场首次公眾展示了長達13分鐘的飛行展示。在飛行中，夏延展示了一些由推進螺旋槳帶來的新功能；直升機可以在不抬高或降低機頭的情況下減速或加速，還可以在懸停時抬高或降低機頭，而不會使飛機向前或向後加速。夏延展示了在30-節（35-英里每小時；56-每小時）的橫風中原地懸停的能力，並在飛行結束時先用前方兩個起落架著陸，向觀眾「鞠躬」，然後輕輕放下尾部起落架並滑行至停車位。到1968年3月，AH-56確定其飛行速度為：向前飛行170節（200英里每小時；310每小時）、側向飛行25節（29英里每小時；46每小時）和向後20節（23英里每小時；37每小時）。
1969年3月12日，該項目遭遇挫折，當時3號原型機（序列號66-8828）的旋翼撞擊了機身，導致飛機墜毀，飛行員David A. Beil不幸殉職。事故發生在一次測試飛行中，飛行員被要求操控飛機以激發旋翼中的0.5P振蕩（或稱半P跳動）；0.5P是一種在主旋翼每旋轉兩次時發生一次的振動，其中P是旋翼的轉速。事故調查顯示，飛行中控制系統上的安全機制似乎已被禁用。調查得出結論，飛行員引發的振蕩產生了超出旋翼系統補償能力的共振振動。在調查結束後，旋翼和控制系統進行了修改，以防止同樣的問題再次發生。

### 量產計畫取消

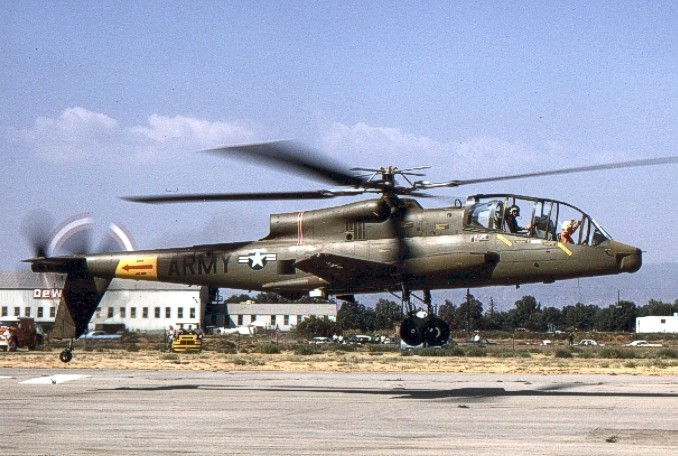
一架AH-56盤旋在停機坪上空

陸軍於1969年4月10日向洛克希德公司發出了一份糾正通知，指出了11個技術問題以及該計劃進展不順的情況。主要問題是半P跳振動問題，以及飛機總重超過計畫要求。作為回應，洛克希德提出了一個“改進飛行控制系統”（ICS）來減少旋翼振蕩，並制定了在生產直升機中減少重量和解決其他小問題的措施。陸軍認為，洛克希德對糾正通知問題的解決方案將延遲計劃進度並增加成本。由於洛克希德無法滿足生產時間表，陸軍於1969年5月19日取消了AH-56的生產合同，但保留了開發合同，希望能夠解決這些問題。
1969年9月，夏延10號原型機（序列號66-8835）在NASA艾姆斯研究中心進行了風洞測試，以研究半P跳動和阻力問題。工程師們沒有意識到，固定在風洞內用來穩定飛機的固定支架不允許直升機像在飛行中那樣相對於旋翼移動。因此，旋翼俯仰運動沒有自然的阻尼。遙控器缺乏直升機的感官反饋使情況更加複雜。在進行高速測試以複製半P跳動振動時，旋翼的振蕩迅速失控並撞擊了尾梁，導致直升機破裂毀壞。
洛克希德致力於修改AH-56設計，以解決振動和其他問題。作為預防措施，在3月事故後，夏延9號（序列號66-8834）被安裝了為飛行員準備的彈射座椅。向下發射的彈射座椅被放置在前座，取代武器操作員的位置。這架原型機將被用於所有剩餘的飛行包線擴展測試。9號原型機還在1970年左右升級了傳動系統和動力系統，以及取代原滑動座艙罩的鉸鏈後座艙罩。新傳動系統使T64-GE-16渦軸發動機的輸出功率從3,435至3,925 hp（2,561至2,927 kW）。新的座艙罩消除了座艙罩的振動。
夏延6號原型機（序列號66-8831）在亞利桑那州的尤馬試驗場開始了武器測試，展示了武器操作員和飛行員分別精確射擊直升機兩側不同目標的能力。到1970年底，陸軍資助了陶式導彈制導和夜間瞄準系統的工作。6號和9號原型機還在1971年1月30日至12月23日期間，在尤馬試驗場進行了測試和評估，以確定穩定性和控制系統是否足夠。測試中發現了橫向方向穩定性不足、機動中不受控的運動、高振動和側向飛行時的方向控制差等缺陷。
在尤馬試驗場進行測試之後，9號原型機安裝了改進的T64-GE-716發動機，功率為4,275 shp (3,188 kW)，並安裝了計劃中的ICS系統。通過這些升級，直升機的性能超過了其要求。然而，在某些條件下，穩定性和控制仍然未能完全讓測試飛行員滿意。洛克希德研究了防止陀螺儀不穩定反饋的方法。解決方案是將陀螺儀從旋翼頭頂移到傳動系統下方，並通過柔性連接與旋翼相連。飛行員的控制與液壓伺服電機相連，然後通過彈簧與陀螺儀相連。這個系統防止了旋翼振動力傳遞回飛行控制系統。這個系統被稱為「先進機械控制系統」（AMCS），並於1972年安裝在夏延7號上，以改善操控性和旋翼穩定性。

### 計畫中止
1971年，陸軍與空軍之間關於近距空中支援（CAS）任務的政治摩擦加劇。空軍主張，夏延直升機將侵犯空軍根據1948年《基韋斯特協議》獲得的支援陸軍的CAS任務。國防部進行了一項研究，得出結論認為，空軍的A-X計劃、海軍陸戰隊的鷂式戰機，以及夏延直升機之間有顯著的區別，並不構成能力的重複。1971年10月22日，參議院武裝部隊戰術空中力量小組委員會舉行聽證會，評估CAS任務和相關計劃。對陸軍計劃最不利的證詞來自空軍戰術空軍司令部指揮官威廉·華萊士·莫耶將軍，他引用了藍山719行動中直升機傷亡的統計數據。
1972年1月，陸軍在馬克思將軍的領導下召集了一個特別工作組，重新評估攻擊直升機的需求。馬克思委員會的目的是制定一份「更新且可辯護的」物資需求文件。工作組對AH-56進行了飛行評估，並對比了兩個工業替代方案：貝爾的309眼鏡王蛇直升機和西科斯基的S-67 黑鷹攻擊直升機。分析結果顯示，貝爾和西科斯基的直升機仍然無法滿足陸軍的要求。
1972年初，陸軍還為參議院武裝部隊委員會舉行了一場武器展示，以展示夏延的火力並爭取對攻擊直升機研發的支持。演示中發射的第一枚陶式飛彈失敗並落入地面。第二枚導彈成功命中目標。此前，130枚陶式導彈在測試中均未出現故障，但首次導彈發射失敗卻影響了外界對這架飛機的看法。1972年4月，參議院發布了關於CAS的報告。報告建議為空軍的A-X計劃（後來成為A-10雷霆二式攻擊機）提供資金，並限量採購海軍陸戰隊的鷂式戰機。報告中從未提到夏延的名字，僅含蓄地建議陸軍繼續採購攻擊直升機，前提是提高它們的生存能力。
夏延計劃於1972年8月9日由陸軍部長取消。陸軍給出的取消理由是直升機體積過大，且夜間/全天候作戰能力不足。隨著更準確、更快速且更輕便的數字系統的研發，夏延的類比和機械武器系統正逐漸過時。夏延的單位成本上升，且如果新航電系統被納入，成本可能還會進一步增加。
1972年8月17日，陸軍啟動了「先進攻擊直升機」（AAH）計劃。AAH計劃旨在基於越南戰爭的作戰經驗研發一款攻擊直升機，要求較低的最高速度145節（167英里每小時；269公里每小時）和雙發動機以提高生存能力。洛克希德提出了CL-1700方案，這是一種改進版的夏延，配備了兩個發動機並取消了推進螺旋槳，但並未成功。.AAH計劃最終導致了AH-64阿帕契直升機的誕生，該機在1980年代中期投入使用。
在計劃取消後，陸軍對裝備了AMCS飛行控制系統的第七架夏延進行了評估。測試顯示AMCS消除了大部分剩餘的控制問題，提高了穩定性和操控性，並減輕了飛行員的工作負荷。使用AMCS後，夏延在平飛中達到了215 kn（247 mph；398 km/h）的速度，在俯衝中達到了245 kn（282 mph；454 km/h），並展示了在高速下改進的機動性。7號原型機是最後一架飛行的夏延直升機。洛克希德曾希望憑藉其剛性旋翼技術在直升機市場上站穩腳跟，但這個雄心勃勃的項目最終未能成功。而後洛克希德並未再繼續開發新款直升機。

## 民用版本
洛克希德曾經以AH-56為基礎，設計出三種民用版本：CL-1026、CL-1060和CL-1090。最後兩位數字代表每款的乘客座位數。 1026可容納30-35名乘客，1060可容納60名乘客，1090則可容納90名乘客。然而該計畫最終都只停留在初期階段就不了了之了。

### 註記
1. ↑  修改包括更堅固的推進螺旋槳支架、調整推進螺旋槳葉片的固有頻率，以及加強後座艙罩門的剛性。[21]
2. ↑  旋翼葉片和控制系統得到了加強，陀螺儀的質量增加，並且對旋翼的幾何結構進行了調整。[23]
3. ↑  需要在生產之前解決的問題清單。
4. ↑  改變了集體助推系統和陀螺儀與旋翼的連接，消除了半P振盪。通過減少旋翼頭部前後緣的重量解決了其他振動問題，並且尾旋翼的旋轉方向被反轉，以改善低於30節（35英里每小時；56每小時）時向左側方向的側向飛行性能。[23]
5. ↑  美國陸軍報告顯示，預計單位成本在320萬至380萬美元之間。Landis和Jenkins（2000年）指出，1972年的單位成本為300萬美元。[36]

### 引用
1. 1 2  OAVCSA 1973, p. 1.
2. ↑  Bonin 1986, pp. 5–6.
3. 1 2  Verier, Mike. Bell AH-1 Cobra, pp. 12–17, 138. Osprey Publishing, 1990. ISBN 0-85045-934-6.
4. 1 2  OAVCSA 1973, pp. 1–2.
5. 1 2  OAVCSA 1973, p. 4.
6. ↑  Apostolo 1984, p. 89.
7. ↑  . aviastar.org.   [2024-08-07]. （原始内容存档于2024-09-11）.
8. ↑  Landis and Jenkins 2000, pp. 25, 85–87.
9. ↑  OAVCSA 1973, p. 3.
10. ↑  OAVCSA 1973, pp. 4–5.
11. ↑  Landis and Jenkins 2000, pp. 35–36.
12. 1 2  Landis and Jenkins 2000, pp. 45, 97.
13. ↑  Landis and Jenkins 2000, p. 69.
14. ↑  Landis and Jenkins 2000, pp. 41–42.
15. ↑  Marker, Doug. "The Cheyenne rotor system （页面存档备份，存于）" Internet Age, 12 February 2000. Accessed: 30 August 2014.
16. ↑  Gershon, Eric. . Hartford Courant (Hartford, Connecticut). 18 August 2010  [2011-12-31]. （原始内容存档于2010-08-23）. Section 9 of the [Fédération Aéronautique Internationale's] Sporting Code for rotorcraft...says a helicopter is a "rotorcraft which, in flight, derives substantially the whole of its lift from a power-driven rotor system whose axis (axes) is (are) fixed and substantially perpendicular to the longitudinal axis of the rotorcraft."
17. ↑  Landis and Jenkins 2000, pp. 85–93.
18. ↑  Landis and Jenkins 2000, pp. 54–58, 91–93.
19. 1 2  Landis and Jenkins 2000, pp. 58, 93–95.
20. ↑  Robb 2006, p. 46.
21. 1 2 3  Landis and Jenkins 2000, p. 53.
22. ↑  Landis and Jenkins 2000, p. 45.
23. 1 2 3  Landis and Jenkins 2000, pp. 69–70.
24. ↑  OAVCSA 1973, p. 7.
25. 1 2  Landis and Jenkins 2000, pp. 70–72.
26. ↑  Center of Military History. "Chapter III: Force Development" 的存檔，存档日期24 October 2008.. Department of Army Historical Summary. Washington D.C.: Department of the Army, 1969. p. 29. Accessed 29 September 2008.
27. ↑  Landis and Jenkins 2000, pp. 73–75.
28. 1 2  Landis and Jenkins 2000, pp. 77–78.
29. ↑  Landis and Jenkins 2000, pp. 76–77.
30. ↑  Landis and Jenkins 2000, pp. 78–79.
31. ↑  Campbell 2003, p. 84.
32. 1 2  Bonin 1986, pp. 32–33.
33. 1 2 3  OAVCSA 1973, p. 9.
34. ↑  Center of Military History. "Chapter V: Force Development" 的存檔，存档日期1 January 2017.. Dept. of the Army Historical Summary, 1972. Washington, D.C.: Headquarters, Department of the Army, 1972. Accessed 31 October 2008.
35. ↑  Landis and Jenkins 2000, p. 81.
36. 1 2 3  Landis and Jenkins 2000, pp. 79–82.
37. 1 2  Landis and Jenkins 2000, pp. 81–82.
38. ↑  Apostolo 1984, p. 74.
39. ↑  Landis and Jenkins 2000, p. 4.
40. ↑   87. McGraw-Hill. 1967: 34 （英语）.
41. ↑  . American Helicopter Society. 1966: 13 （英语）.

### 書目
- Apostolo, Giorgio. The Illustrated Encyclopedia of Helicopters. New York: Bonanza Books. 1984. ISBN 978-0-517-43935-7.
- Bonin, John A., MAJ, USA. Towards the Third Dimension in Combined Arms: The Evolution of Armed Helicopters into Air Maneuver Units in Vietnam 的存檔，存档日期12 June 2012.. Fort Leavenworth, Kansas: US Army Command and General Staff College, 22 April 1986.
- Campbell, Douglas. The Warthog and the Close Air Support Debate. Annapolis, MD: Naval Institute Press, 2003. ISBN 1-55750-232-3.
- Dahl, Arden B. The Warthog. The Best Deal the Air Force Never Wanted. paper. National War College. 2003.
- Government Accounting Office. Staff Study: Advanced Attack Helicopter （页面存档备份，存于）. Washington, D.C.: Government Accounting Office, 1974. pdf. Accessed 31 October 2008.
- Landis, Tony and Jenkins, Dennis R. Lockheed AH-56A Cheyenne – WarbirdTech Volume 27, Specialty Press, 2000. ISBN 1-58007-027-2.
- Office of the Assistant Vice Chief of Staff of the Army (OAVCSA). An Abridged History of the Army Attack Helicopter Program 的存檔，存档日期12 June 2012.. Washington, DC: Department of the Army. 1973.
- Robb, Raymond L. "Hybrid helicopters: Compounding the quest for speed", Vertiflite. Summer 2006. American Helicopter Society.